# کاسته‌دم شکم‌سفید
کاسته‌دم شکم‌سفید (نام علمی: Nothura boraquira) نام یک گونه از سرده کاسته‌دم‌ها است.